# Distaplia cylindrica
Distaplia cylindrica är en sjöpungsart som först beskrevs av René-Primevère Lesson 1830.  Distaplia cylindrica ingår i släktet Distaplia och familjen Holozoidae.
Artens utbredningsområde är Södra Ishavet. Inga underarter finns listade i Catalogue of Life.